# Els tres frontons
Els tres frontons (anglès:  The Adventure of the Three Gables  ) és un dels 12 contes de Sherlock Holmes d'Arthur Conan Doyle a L'arxiu de Sherlock Holmes (1927). Es va publicar per primera vegada al Regne Unit a The Strand Magazine el 1926 com a fulletó.

## Trama
La història comença amb una visita al 221B de Baker Street d'Steve Dixie, un home negre i un rufià covard que adverteix a Sherlock Holmes que es mantingui allunyat de Harrow. Tot i que Dixie arriba a intimidar a Holmes, Holmes s'assegura la futura cooperació de Dixie amenaçant amb dir-li el que sap sobre la sospitosa mort de Perkins que involucra a Dixie. El cap de Dixie és Barney Stockdale, i ha d'estar connectat amb el cas Harrow Weald, del qual Holmes acaba de saber per un missatge de Mary Maberley, una senyora que viu a Els Tres Frontons, una casa a Harrow Weald.
La senyora Maberley és una dona gran el fill de la qual ha mort recentment a Roma. Allà era agregat. A Els Tres Frontons han passat coses peculiars. La senyora Maberley ha viscut allà gairebé dos anys i durant tot aquest temps ha atret molt poca atenció dels seus veïns. De sobte, però, fa poc va venir a ella un home i li va oferir comprar-li la casa i tots els mobles que hi havia. No estava realment disposada a fer-ho, sobretot després que el seu advocat, el senyor Sutro, li digués que l'acord legal redactat per aquest possible comprador li prohibiria treure qualsevol possessió de la casa quan es va mudar.

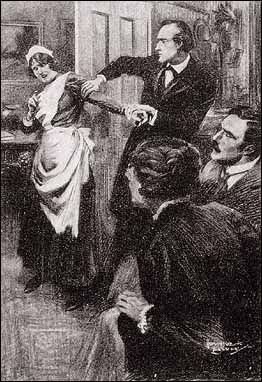
Una il·lustració de la Strand Magazine l'any 1926 de Howard Elcock. Mostra en Sherlock Holmes obrint una porta de sobte i atrapant a Susan escoltant la seva conversa amb la senyora Mary Maberley.

Mentre ella explica aquesta història a Holmes, s'adona que algú està escoltant la conversa. Obre una porta i arrossega a la Susan, una minyona sibilant. Holmes aconsegueix establir que Susan va comunicar a Barney Stockdale el fet que la seva amant estava contractant Sherlock Holmes, i això va precipitar la visita d'Steve Dixie. Holmes també descobreix que una dona rica va contractar en Barney Stockdale i els seus matons per fer la seva feina bruta. La Susan també és membre de la colla, però no renunciarà a tots els seus secrets. Se'n va enfurismada.
Evidentment, aquesta dona vol alguna cosa que hagi entrat a casa fa poc. Holmes, en veure uns baguls amb topònims italians, s'adona que les pertinences del seu difunt fill Douglas han de tenir la clau. Li mana a la senyora Maberley que intenti que el senyor Sutro passi un parell de nits a Els Tres Frontons, per mantenir la casa vigilada.
Holmes troba la Dixie fora, mantenint la casa sota vigilància. En Dixie ara s'inclina a ajudar Holmes si pot, per evitar qualsevol xerrada indiscreta sobre el noi de Perkins que es va trobar amb el seu final tan tràgicament. Jura, però, que no sap qui ha contractat a Barney Stockdale.
L'endemà, hi ha un robatori a Els Tres Frontons, i Holmes i Watson tornen per investigar. Els lladres van cloroformar la senyora Maberley i van robar un manuscrit de les pertinences del seu fill. Havia aconseguit agafar-ne part d'un full de paper quan, tornant-se, es va llançar darrere d'un dels lladres.
L'inspector de policia del lloc dels fets tracta l'assumpte com un robatori normal, però Holmes ho sap millor. Examina el fragment de manuscrit conservat per la senyora Maberley, i sembla ser el final d'una novel·la espantosa. Holmes li crida l'atenció la peculiar redacció; la història canvia bruscament de la narració en tercera persona a la narració en primera persona. Està en lletra de Douglas; així que semblaria que es posava en una història que estava escrivint.
Holmes i Watson van a veure Isadora Klein, una dona rica que està acostumada a aconseguir el que vol. Els esdeveniments a Els Tres Frontons i la informació que Holmes va obtenir de Langdale Pike, "el seu llibre humà de referència sobre tots els assumptes d'escàndol social", han sumat alguna cosa. Resulta que Douglas Maberley va estar involucrat amb Isadora Klein al mateix temps. Ella va trencar la relació i ell gairebé es va venjar escrivint un relat poc velat de la seva aventura, que es publicaria com a novel·la. Tothom a Londres sabria qui eren realment els personatges, si s'hagués publicat la novel·la. Isadora va establir que mai no s'havia enviat cap còpia a l'editor de Douglas, però es va adonar que havia de tenir una còpia. Va contractar a Barney Stockdale i els seus confederats per assegurar el manuscrit. Al principi va intentar mitjans legals, i quan això no va funcionar, va recórrer al crim. Ha cremat el manuscrit.
Holmes obliga a Isadora Klein a escriure un xec de 5.000 lliures esterlines per oferir a la senyora Maberley un viatge de primera classe per tot el món a canvi del seu silenci sobre els nefasts tractes d'Isadora.

## Comentaris
"The Adventure of the Three Gables" ha estat criticat per la seva dependència dels estereotips racistes en la representació del boxejador negre Steve Dixie. Això contrasta sorprenentment amb el retrat simpàtic anterior de Doyle d'un matrimoni interracial, a "L'aventura de la cara groga" (1893).
D. Martin Dakin va escriure que "cap admirador de Holmes pot llegir aquestes escenes [amb o discutint Steve Dixie] sense rubor".  Dakin va veure les burles de Holmes a Dixie com totalment fora de caràcter per al detectiu, i aquesta va ser una de les raons darrere de la seva conclusió que algú diferent de Doyle havia escrit la història. Altres, inclòs Walter Pond, han rebutjat l'argument de Dakin i han conclòs que no hi ha cap raó per dubtar de l'autoria de Doyle.

## Història de la publicació
"The Adventure of the Three Gables" es va publicar per primera vegada als Estats Units a Liberty el setembre de 1926, i al Regne Unit a The Strand Magazine l'octubre de 1926. The La història es va publicar amb sis il·lustracions de Frederic Dorr Steele a Liberty, i amb quatre il·lustracions de Howard K. Elcock al  Strand.Es va incloure a la col·lecció de contes L'arxiu de Sherlock Holmes, que es va publicar al Regne Unit i als Estats Units el juny de 1927.

## Adaptacions

### Ràdio
La història va ser adaptada per Edith Meiser com un episodi de la sèrie de ràdio nord-americana The Adventures of Sherlock Holmes que es va emetre el 12 de novembre de 1931, amb Richard Gordon com Sherlock Holmes i Leigh Lovell com el Dr. Watson. Un altre episodi adaptat de la història es va emetre el 7 d'abril de 1935 (amb Louis Hector com a Holmes i Lovell com a Watson).
Meiser també va adaptar la història com a episodi de la sèrie de ràdio nord-americana The New Adventures of Sherlock Holmes que es va emetre el 18 de gener de 1942, amb Basil Rathbone com a Holmes i Nigel Bruce com a Watson .
Una adaptació radiofònica de la història es va emetre el 1964 al BBC Light Program, com a part de la sèrie de ràdio 1952–1969 protagonitzada per Carleton Hobbs com Holmes i Norman Shelley com Watson. Va ser adaptat per Michael Hardwick. El repartiment incloïa Frank Singuineau com Steve Dixie i Selma Vaz Dias com Isadora Klein.
"The Three Gables" va ser dramatitzat per a BBC Radio 4 el 1994 per Peter Ling com a part de la sèrie de ràdio 1989-1998 protagonitzada per Clive Merrison com Holmes i Michael Williams com Watson, amb Susannah Corbett com Susan Stockdale i Mary Wimbush com la senyora Maberly. En aquesta adaptació, s'afirma que "Langdale Pike" és un pseudònim derivat de Langdale Pikes, i que el seu nom real és Clarence Gable.
El 2007, la història va ser adaptada com a episodi de The Classic Adventures of Sherlock Holmes, una sèrie del programa de ràdio nord-americà Imagination Theatre, amb John Patrick Lowrie com a Holmes i Lawrence Albert com a Watson. Igual que en l'adaptació de la BBC de 1994, s'indica a l'episodi que "Langdale Pike" és un pseudònim. En aquesta adaptació, és un membre desheretat d'una família noble i el seu veritable nom implica que és Lord Peter.
El 2024, el podcast Goalhanger Sherlock and co va llançar The three gables com una aventura en tres parts amb Paul Waggott com John Watson, Harry Attwell com Sherlock Holmes i Marta Da Silva com Mariana Ametxazurra (Mrs Hudson).

### Televisió
La sèrie Sherlock Holmes de Granada Television amb Jeremy Brett com Holmes i Edward Hardwicke com el Dr Watson va presentar la història amb diverses diferències. Douglas Maberley és representat com el net de Mary Maberley en comptes del seu fill; mor a casa de la seva àvia després d'un mes de patir un atac de pneumònia causat per una pallissa salvatge que va rebre dels boxejadors contractats de la senyora Klein; Langdale Pike es defineix com un homòleg benèvol de Charles Augustus Milverton (l'epònim d'una història anterior sobre un xantatge, encara que el seu cognom és lleugerament diferent) i assenyala que suprimeix més del que exposa; i Steve Dixie manté una certa enemistat cap a Holmes i es baralla amb Watson durant l'entrada.
A l'adaptació contemporània de Sherlock Holmes de la CBS, Elementary, l'episodi d'estrena de la temporada 2, "Step Nine", presenta un cas molt breument que involucra un personatge anomenat Langdale Pike, el propietari d'una empresa de fabricació d'impressores 3D que Holmes busca mitjançant un cartell. demanant-li alguna cosa, que sosté davant d'una càmera de seguretat durant un període prolongat.
L'episodi "L'aventura de l'ós polar blau" de la sèrie de titelles de la NHK Sherlock Holmes, està basat en "L'aventura dels tres frontons" i "L'aventura del carboncle blau". Presenta Isadora Klein com a líder de banda juvenil femenina.